# Россия в 1839 году

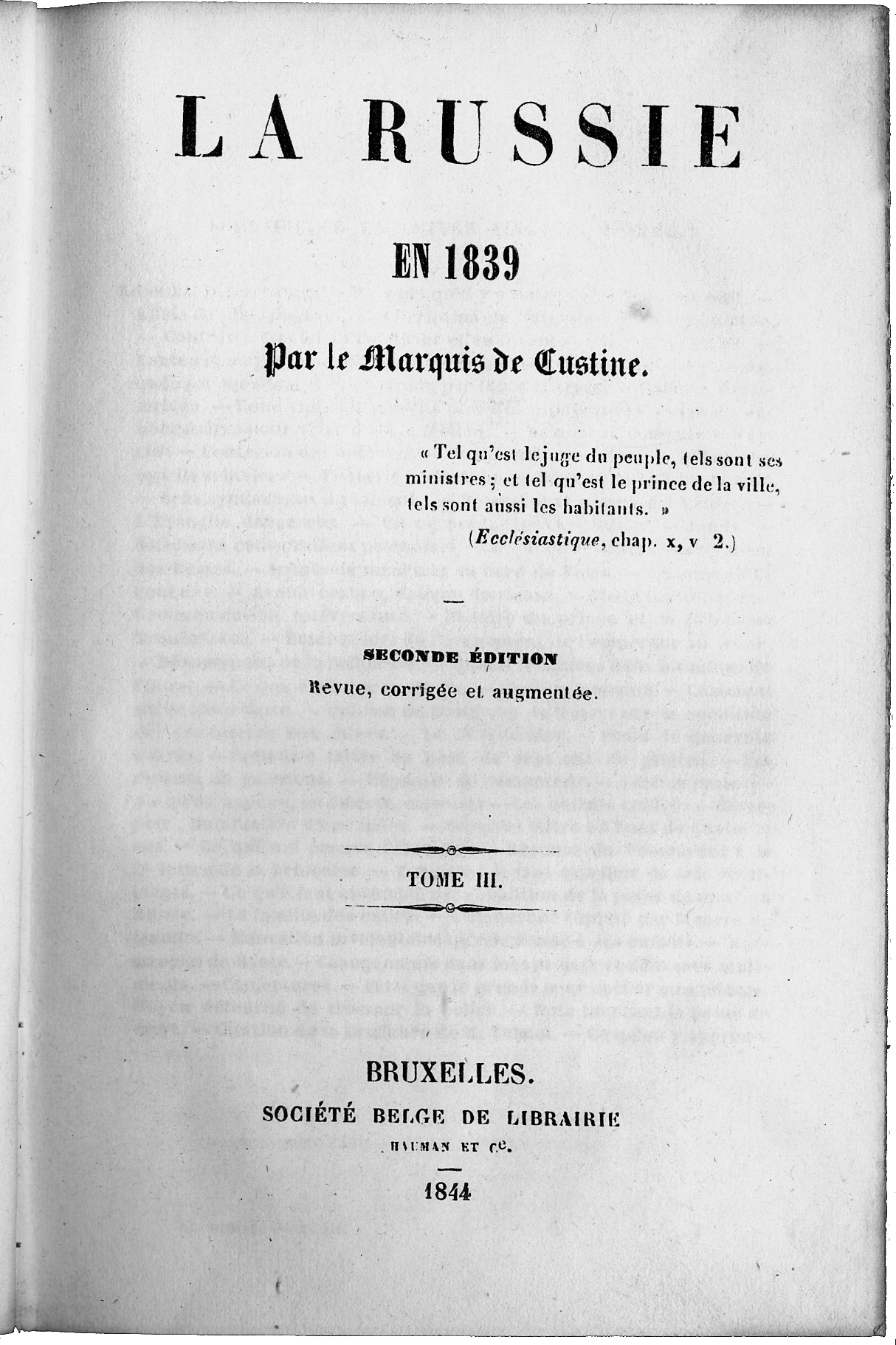
«Россия в 1839 году», 2-е издание 1844 года

«Россия в 1839 году» (фр. La Russie en 1839) — путевые записки маркиза Астольфа де Кюстина, изданные им в 1843 году. Маркиз посетил Россию в 1839 году, провёл там 3 летних месяца, в течение которых он почти ежедневно записывал свои наблюдения и размышления в виде писем своим друзьям. По приезде во Францию, Маркиз переработал их в книгу, которую издал в 1843 году. Первое же издание было раскуплено за 8 недель. В том же 1843 году книга была переведена и издана в Германии и Англии. С 1843 по 1855 год в Европе и Соединённых Штатах было продано около 200 000 экземпляров.

## Предыстория создания
Обнаружив страсть и интерес к написанию путевых заметок, Кюстин опубликовал впечатления о поездке в Испанию. Рассказ имел успех, а Оноре де Бальзак, в свою очередь, посоветовал Кюстину дать оценку другим «полуевропейским» частям Европы, таким как Южная Италия и Россия. В конце 1830-х годов вышла в свет книга  Алексиса де Токвиля «О демократии в Америке», в последней главе которой содержится намек на то, что будущее принадлежит России и США. За сим Кюстин сделал вывод, что Россия представляет интерес ничуть не меньший, чем Америка, и станет его следующим пунктом назначения, заслуживающим пристального внимания — некоторые историки в силу этих причин окрестили маркиза «Токвилем России».
Кюстин посетил Россию в 1839 году, побывав в Москве, Ярославле и некоторых других городах, большую часть своего времени провёл в Санкт-Петербурге. Будучи консерватором и реакционером в своей стране, и опасаясь, что демократия неизбежно приведёт к власти толпу во Франции, в России Кюстин надеялся найти аргументы против демократической формы правления, но он, напротив, был потрясён русской формой самодержавия и, в равной степени, рабством русского народа и его очевидным согласием на собственное угнетение.

## Содержание
В июне 1839 года маркиз де Кюстин отплывает на корабле из немецкого Любека и прибывает в Кронштадт. В Петербурге он проводит несколько недель, бывает на балах, знакомится с высшим обществом Российской империи, его принимает у себя Николай I. После знакомства со столицей маркиз решает осмотреть страну, для чего ему приставляют сопровождение. Его путь лежит сначала через Москву, потом Ярославль, Владимир, Нижний Новгород, потом снова Москва и, после 3 месяцев путешествия, прибывает наконец назад в Петербург, откуда он возвращается во Францию.
Через 4 года в Париже выходит книга, содержащая размышления и наблюдения маркиза, записанные им во время русского путешествия. В них описывается Россия в крайне тёмных тонах. Российской знати он приписывает лицемерие и лишь имитацию европейского образа жизни. В России маркизу трудно дышать — повсюду он чувствует тиранию, исходящую от царя. Отсюда вытекает рабский характер русских, заключённых в узкие рамки повиновения. В России действует принцип пирамидального насилия: царь имеет абсолютную власть над дворянством и чиновниками, которые в свою очередь также полные властители над жизнью своих подчинённых и так вплоть до крепостных, которые выплескивают свою жестокость друг на друга и на семью. В обратном направлении пирамиды действуют заискивание и лицемерие перед выше стоящими. По мнению Кюстина, русские, не любя европейскую культуру, имитируют её для того, чтобы с её помощью стать могущественной нацией. Признак этого, по мнению Кюстина, — сильно выраженное честолюбие русских. И только простых крестьян, живущих свободно в провинции, Кюстин хвалит за их простой и свободолюбивый характер.

## Издания
Первое издание, состоящее из 4 томов и более 1200 страниц, вышло в Париже в 1843 году и, хотя по тем временам цена за издание была очень высока (30 франков), сразу же было распродано. До 1855 года во Франции книга переиздаётся ещё 3 раза, но спрос на неё был так велик, что параллельно в Бельгии печатаются и распродаются ещё 4 нелицензионных издания на французском языке. В Германии и Англии выходят переводы в 1843 году, отдельный перевод и издание в США в 1855 году.
В России, из-за её критического содержания, книга сразу же попадает под запрет, хотя и контрабандно провезённые экземпляры читаются российской аристократией в оригинале на французском языке. Только в 1891 году российский читатель имеет возможность прочесть на русском языке некоторые отрывки из книги, опубликованные в журнале «Русская старина». В 1910 году издаётся пересказ книги «Записки о России французского путешественника маркиза де Кюстина», в 1931 году — сильно сокращённое и цензурированное издание «Ля Рюсси» выходит в Издательстве политкаторжан под названием «Николаевская Россия», которое переиздаётся в 1990 и 2007 годах. И только в 1996 году российский читатель знакомится с полностью переведённым и комментированным изданием записок де Кюстина. Это же издание переиздаётся в 2000, 2003, 2006 и 2008 годах, в 2009 выходит аудиокнига.
В Европе «Ля Рюсси» переиздается в 1946 во Франции, в 1985 в Германии, в США выходят 4 издания: 1951, 1971, 1987 и 1989 годов, в Великобритании в 1991.

## Отношение к книге вне России
Король Бельгии отозвался положительно о книге. Прусскому королю Фридриху Вильгельму IV читал вслух «Ля Рюсси» Александр фон Гумбольдт.
В предисловии к американскому изданию 1951 года, Директор Центральной разведки и глава ЦРУ США, генерал Уолтер Смит пишет: «Здесь мы встречаем красочные, драматичные и точные описания России и русских… перед нами политические наблюдения столь проницательные, столь вневременные, что книга может быть названа лучшим произведением, когда-либо написанным о Советском Союзе».
В аннотации к американскому изданию «Ля Рюсси» 1987 года американский политик Збигнев Бжезинский пишет:
Ни один советолог ещё ничего не добавил к прозрениям де Кюстина в том, что касается русского характера и византийской природы русской политической системы. В самом деле, чтобы понять современные советско-американские отношения во всех их сложных политических и культурных нюансах, нужно прочитать всего лишь две книги: «О демократии в Америке» де Токвиля и кюстинскую «Ля Рюсси».

В предисловии к последнему американскому изданию 1989 года, историк проф. Бурстин говорит о Маркизе: «Его вдохновенный и красноречивый рассказ напоминает нам, что под покрывалом СССР всё ещё скрывается Россия — наследница Империи Царей». Это подтверждает и русист Эммануль Вегеманс.

## Публикации и исследования о книге
В России, за исключением нескольких статей последних лет, исторических исследований книги не публиковалось. В Европе и США о «России в 1839 году» написано довольно много исследований, почти все они отзываются положительно о книге, хотя оценка исторического дискурса описанных в книге явлений противоречива и научно недостаточно оправдана.
После выхода первого издания «Ля Рюсси» российские власти развернули кампанию контрпропаганды - по поручению жандармского ведомства, несколько современных Кюстину русских авторов, опубликовали во Франции критические отзывы на его книгу. Среди них можно назвать «Un mot sur l’ouvrage de M. de Custine, intitulé: La Russie en 1839» (1843) Ксаверия Лабенского, "Examen de l’ouvrage de M. le marquis de Custine intitulé « La Russie en 1839» (1843) Николая Греча, «Encore quelques mots sur l`ouvrage de M. de Custine: La Russie 1839» генерала Михаила Ермолова, а также «La Russie en 1839 revee par M. de Custine, ou Lettres sur cet ouvrage, ecrites de Frankfort» (1844) и «Lettre d`un Russe a un jornaliste francais sur les diatribes de la presse anti-russe» (1844) Якова Толстого. Против кюстинской книги также написал опровержение И. Головин, который единственный из названных русских авторов не работал по заданию жандармского ведомства: "Discours sur Pierre de Grand prononce a l`Athenee, le 20 mai 1844. Refutation du livre de M. le marquis de Custine intitule «La Russe en 1839» (1844). Во французской прессе выходят в основном, за некоторыми исключениями, похвальные рецензии.
К крупным исследованиям «Ля Рюсси» уже XX века следует отнести биографию Кюстина француза Альберта Луппе (1957), исследование немца Кристиана Зигриста (1959/1990), анализ «Ля Рюсси» Джорджа Кеннана (1972), сравнительное исследование «Ля Рюсси» и «О демократии» Токвиля в книге Ирены Грудзинска Гросс (1991) и сравнительно большое исследование Анки Мюльштайн (1999).